# Sacha Nacht
Sacha Nacht, né le 23 septembre 1901 à Bacău (Roumanie) et mort le 25 août 1977 dans le 16e arrondissement de Paris, est un psychanalyste français. Il a été président de la Société psychanalytique de Paris.

## Biographie
Sacha Nacht fait ses études secondaires et sa première année de médecine en Roumanie, puis, confronté au numerus clausus qui concerne les étudiants juifs, il s'exile en France en 1920. Il se tourne vers la neurologie sous l'influence du professeur Charles Foix et soutient une thèse intitulée Contribution à l'étude de l'anatomie pathologique des myélites syphilitiques en général et de leurs formes progressives en particulier. Nacht s'oriente ensuite vers la psychiatrie et travaille comme interne à l'hôpital Sainte-Anne dans le service du professeur Henri Claude.
Il fait une analyse avec Rudolph Loewenstein, durant deux ans et demi, puis il tente une analyse avec Sigmund Freud, à Vienne (juillet-septembre 1936) à laquelle Freud met fin car il estime ne pas comprendre l'allemand de Nacht. Celui-ci reprend, sur le conseil de Freud, une analyse, avec Heinz Hartmann, d'abord à Vienne, puis lorsque Hartmann s'installe à Paris, dans cette ville. Sacha Nacht est élu membre de la Société psychanalytique de Paris en 1928, puis membre titulaire en 1929. Il rejoint en 1931 le Laboratoire de psychothérapie et de psychanalyse créé dans le service du Pr H. Claude. Il réussit au concours de médecin des asiles, mais ne prend pas de poste de chef de service hospitalier. Il se fait connaître par son rapport intitulé Le Masochisme. Étude historique, clinique, psychogénique et thérapeutique présenté à la IVe conférence des psychanalystes de langue française (1938). Il se marie en 1935 et a un fils ; Jacques Lacan et Sylvia Bataille seront les témoins à son second mariage, en 1952.
Durant la Seconde Guerre mondiale, il est résistant à partir de novembre 1942, dans le réseau Brick des Forces françaises combattantes. Sans cesse menacé par la Milice, il se réfugie dans le Var, puis devient médecin-capitaine à la Libération.
En 1947, il succède à John Leuba à la présidence de la Société psychanalytique de Paris. Il collabore avec Jacques Lacan, qui est le second rapporteur à la XIe conférence des psychanalystes de langue française (Nacht présente un texte intitulé « Les manifestations cliniques de l'agressivité et leur rôle dans le traitement psychanalytique » (Bruxelles, 1948), avec Serge Lebovici en 1956 (« Les indications et contre-indications de cure psychanalytique », en 1955, avec René Diatkine et Jean Favreau, ils présentent « Le Moi dans la relation perverse », en 1958, avec Paul-Claude Racamier, « La théorie psychanalytique des délires », en 1960, avec René Held, « Maladies ou malade psychosomatique ? ».[pas clair]
En 1947, Sacha Nacht devient président de la Société psychanalytique de Paris. Il est vice-président de l'Association psychanalytique internationale de 1957 à 1969. Il radicalise sa position, notamment au moment de la création de l'Institut de psychanalyse de Paris, face à Daniel Lagache et Jacques Lacan, jusqu'à la scission du 16 juin 1953. Il prend la direction de l'Institut inauguré le 1er juin 1954 jusqu'à ce qu'une fronde des membres conduise à l'élection de Serge Lebovici en 1962. Durant sa direction, il a contribué à créer le Centre de diagnostic et de traitement (1954) et le Séminaire de perfectionnement (1958). À titre personnel, il est l'analyste d'une grande partie des analystes de la génération suivante, ce qui lui vaut une certaine influence sur les membres de la Société, durant une génération.

## Publications
- Contribution à l'étude de l'anatomie pathologique des myélites syphilitiques en général et de leur forme progressive en particulier, Éditions Amélie Legrand, 1926.
- Psychanalyse des Psychonévroses et des troubles de la sexualité, Paris, Éditions Alcan, 1935.
- Pathologie de la vie amoureuse. Essai Psychanalytique, Paris, Éditions Denoël, 1937.
- Le Masochisme. Étude historique, clinique, psychogénique et thérapeutique, Paris, Denoël, 1938, rééd. : Paris, Éditions Le François, 1948 ; 3e édition : Paris, Petite Bibliothèque Payot, 1965 ; réédition : Paris, Payot, coll. « Petite Bibliothèque Payot », 2008  (ISBN 2-228-90326-4).
- Gynécologie médicale, in [traité de J. E. Marcel et Fabre][réf. incomplète], Éditions Maloine, 1947.
- De la pratique à la théorie psychanalytique, Paris, PUF, 1950.
- La psychanalyse d'aujourd'hui, Paris, PUF, 1956.
- (es) El Psicoanalisis, 2. vol, Barcelone, Hoy, Luiz Miracle éditeur, 1959.
- (en) Psychoanalysis of today, Londres, New York, Grune & Stratton, 1959.
- La présence du psychanalyste, Paris, PUF, 1963.
- « Le transfert » (1963), in Guérir avec Freud, Payot, coll. « Petite Bibliothèque Payot », 1971.